# Covestro Industriepark Brunsbüttel

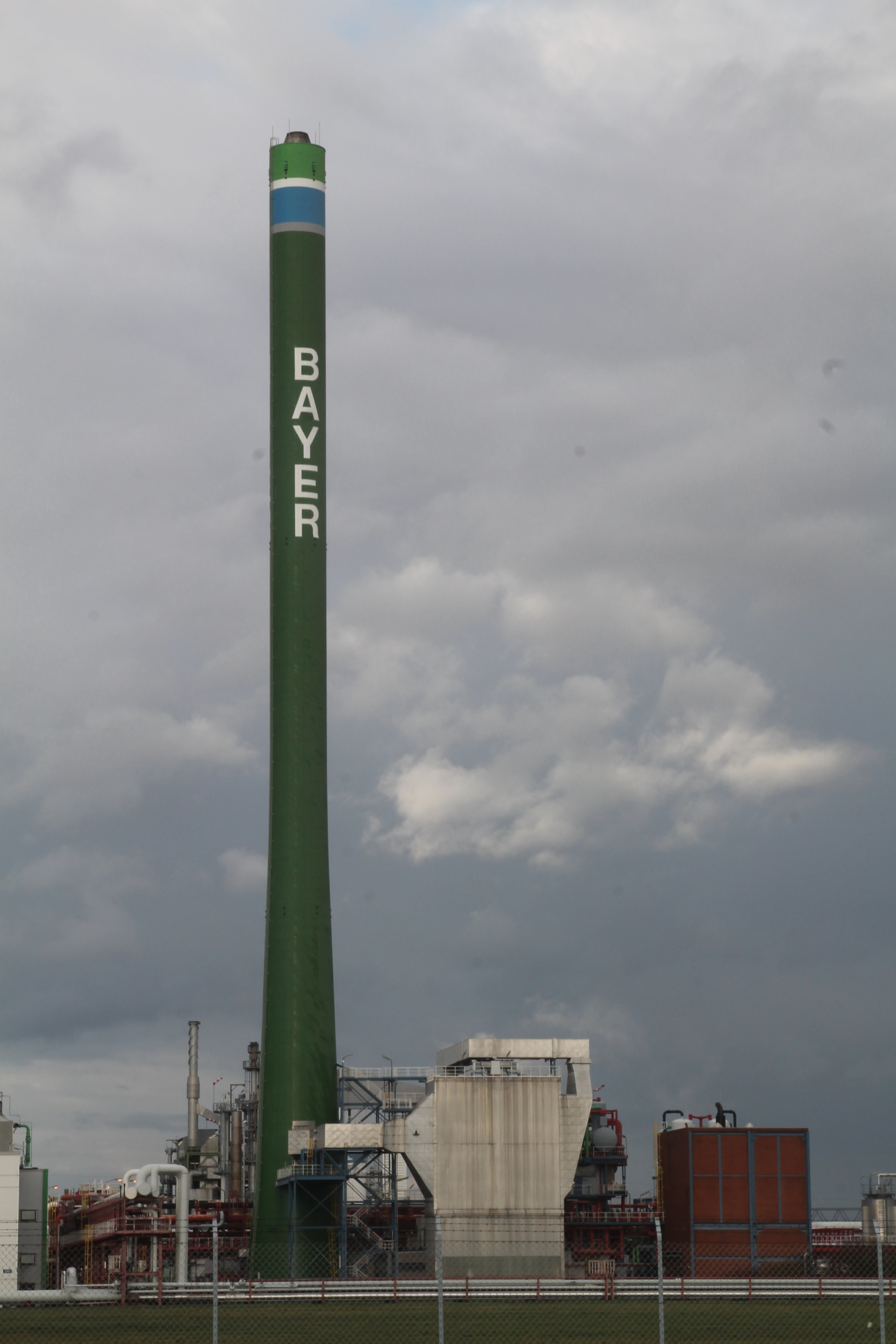
Kamin des Bayer-Werks Brunsbüttel

Der Covestro Industriepark Brunsbüttel (ehemals „Bayer Industriepark Brunsbüttel“) ist ein Chemiewerk der Covestro AG in Brunsbüttel. Herausragendstes Bauwerk ist der 134 Meter hohe Kamin.

## Geschichte
Das Werk wurde 1973 erbaut. Dafür wurde das Dorf Ostermoor eingeebnet, rund 1000 Menschen mussten umgesiedelt werden.
Mit der Abspaltung der Bayer MaterialScience Sparte von der Bayer AG im Jahr 2015 wurde der Industriepark entsprechend dem Namen des Unternehmens angepasst.

## Lage
Das Werk liegt im Osten Brunsbüttels im Mündungsbereich des Nord-Ostsee-Kanals in die Elbe. Das gesamte Areal umfasst ca. 420 ha, wovon ca. 250 ha zur Ansiedlung weiterer Chemiefirmen vorgesehen waren. Durch seine Lage verfügt das Werk Anbindung an zwei Häfen: den Hafen Ostermoor am Nord-Ostsee-Kanal und den Elbehafen, der Schiffe bis 350 m Länge und 14,5 m Tiefgang aufnehmen kann. Die Häfen werden sowohl für die Aufnahme von Rohstoffen wie auch für den Abtransport fertiger Produkte genutzt.

## Produktion
Am Standort werden hauptsächlich Methylendiphenyldiisocyanate für Polyurethanschäume produziert.